# Trifolium andinum
Trifolium andinum es una especie herbácea perteneciente a la familia de las fabáceas originaria de los Estados Unidos donde se distribuye en Nevada y Arizona hasta Wyoming y Nuevo México.

## Taxonomía
Trifolium andinum fue descrita por Torr. & A.Gray y publicado en A Flora of North America: containing... 1(2): 314. 1838.
Etimología
Trifolium: nombre genérico derivado del latín que significa "con tres hojas".
andinum: epíteto geográfico que alude a la Cordillera de los Andes.
Sinonimia
- Trifolium andinum var. podocephalum Barneby[5][6]